# 스웨덴의 유로비전 송 콘테스트 참가
스웨덴은 1958년 처음 참가하여, 현재 (2014~2015년 대회)까지 참가하고 있는 국가이다. 총 53번의 참가에서 우승을 5번이나 차지 했으며, 5위 이상을 결과를 낸 횟수도 21회에 달한다. 이를 통해서 아바와 로린이라는 가수가 전 세계적으로 알려지게 되었다.

## 같이 보기
- 멜로디페스티발렌